# کی‌دی‌ئی نئون
کی‌دی‌ئی نئون (به انگلیسی:KDE Neon) یک سیستم عامل بر پایه اوبونتو است که اولین نسخه رسمی‌اش در سال ۲۰۱۷ میلادی منتشر شد. این سیستم عامل به‌طور پیش فرض از دسکتاپ کی‌دی‌ئی پلاسما استفاده می‌کند. هدف اصلی این توزیع فراهم نمودن رابط کاربری کاربر دوستانه ای برای کسانی که از سیستم عاملی مانند ویندوز می‌خواهند به دبیان یا اوبونتو تغییر مسیر دهند می‌باشد.